# Брайт (Індіана)
Брайт (англ. Bright) — переписна місцевість (CDP) в США, в окрузі Дірборн штату Індіана. Населення — 5814 особи (2020).

## Географія
Брайт розташований за координатами 39°13′30″ пн. ш. 84°51′44″ зх. д. / 39.22500° пн. ш. 84.86222° зх. д. (39.224924, -84.862326).  За даними Бюро перепису населення США в 2010 році переписна місцевість мала площу 32,55 км², з яких 32,50 км² — суходіл та 0,05 км² — водойми.

## Демографія
Згідно з переписом 2010 року, у переписній місцевості мешкали 5693 особи в 2053 домогосподарствах у складі 1608 родин. Густота населення становила 175 осіб/км².  Було 2148 помешкань (66/км²).
Расовий склад населення:
| - 98,3 % — білих - 0,3 % — чорних або афроамериканців - 0,3 % — азіатів - 0,1 % — корінних американців |

До двох чи більше рас належало 0,6 %. Частка іспаномовних становила 0,7 % від усіх жителів.
За віковим діапазоном населення розподілялося таким чином: 26,5 % — особи молодші 18 років, 62,2 % — особи у віці 18—64 років, 11,3 % — особи у віці 65 років та старші. Медіана віку мешканця становила 39,0 року. На 100 осіб жіночої статі у переписній місцевості припадало 98,3 чоловіків;  на 100 жінок у віці від 18 років та старших — 96,7 чоловіків також старших 18 років.
Середній дохід на одне домашнє господарство  становив 78 332 долари США (медіана — 65 278), а середній дохід на одну сім'ю — 96 382 долари (медіана — 78 940). Медіана доходів становила 53 969 доларів для чоловіків та 40 188 доларів для жінок. За межею бідності перебувало 4,5 % осіб, у тому числі 0,0 % дітей у віці до 18 років та 7,6 % осіб у віці 65 років та старших.
Цивільне працевлаштоване населення становило 2609 осіб. Основні галузі зайнятості: освіта, охорона здоров'я та соціальна допомога — 23,4 %, виробництво — 14,4 %, роздрібна торгівля — 13,0 %.